# Makó György
Makó György (Orbaitelek, 16. század második fele – Brassó, 1603. július 17.) - Háromszék főkapitánya. 

## Életrajza
A 16. század második felében született Orbaitelken. 1599. október 28-án Mihály havasalföldi vajda egyik vezéreként sikeresen harcolt Báthori András fejedelem ellen a Sellenbergi sellenbergi csatában. 1600 elején elpártolt Mihály vajdától, magával vitte a háromszéki lovasságot is. 
1600. szeptember 18-án szerepe volt abban hogy az erdélyi nemesi hadak Miriszlónál Mihály vajda hadait megverték. 1602-ben a lécfalvi országgyűlés a várhegyi uradalomhoz tartozó bölöni laborfalvi és sepsiszentiváni birtokkal jutalmazta. 1603 tavaszán Basta György fosztogató hajdúit Besztercénél Székely Mózes vezéreként  megverte. 
Brassó mellett az Alabor völgyében Radu Șerban havasalföldi vajda ellen harcolva 1603. július 17-én Székely Mózes erdélyi fejedelemmel együtt elesett.